# ماهدشت
ماهدشت (بالفارسية: ماهدشت) هي مدينة تقع في إيران في قسم. يقدر عدد سكانها بـ 43,100 نسمة .